# 灰黃若麗魚
灰黃若麗魚，為輻鰭魚綱鱸形目隆頭魚亞目慈鯛科的其中一種，被IUCN列為易危保育類動物，分布於非洲馬拉威湖Chinyankwazi島流域，體長可達7.6公分，棲息在底層水域，以浮游生物為食，生活習性不明，可作為觀賞魚。

## 擴展閱讀
維基物種上的相關：灰黃若麗魚